# Ameristar Jet Charter
Ameristar Air Cargo, Inc. è una compagnia aerea charter per trasporto di passeggeri e merci con sede a Dallas, Texas, USA. Opera servizi passeggeri e merci nelle Americhe e funge da intermediario per altri vettori cargo. La sua base principale è l'aeroporto di Addison nel nord di Dallas, con hub presso l'aeroporto di Willow Run e l'aeroporto Internazionale di El Paso.

## Storia
La compagnia è stata fondata nel luglio 1999 ed ha iniziato le operazioni il 4 settembre dell'anno successivo. È interamente di proprietà di Tom Wachendorfer (presidente). I voli  passeggeri sono iniziati con Boeing 737-200 nel settembre 2005. I passeggeri tipici includono celebrità dello sport e dello spettacolo, squadre sportive universitarie e individui ricconi.
Nel 2008, il 737-200 della compagnia è stato utilizzato nel film The Kingdom.

## Flotta

### Flotta attuale

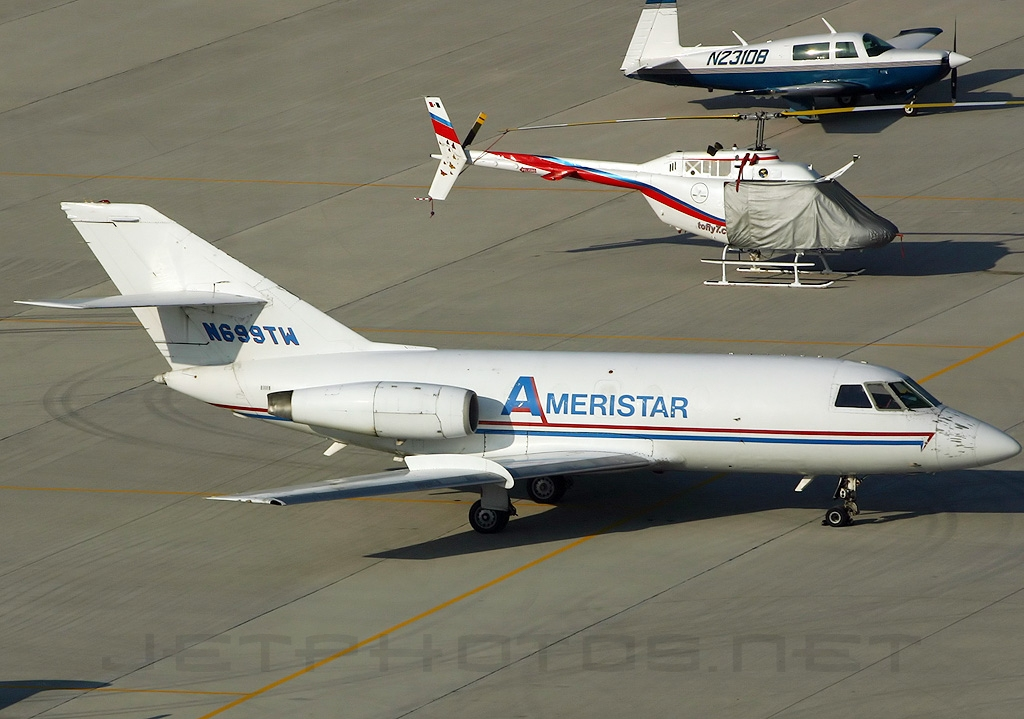
Un Dassault Falcon 20F.

Ad agosto 2024 la flotta di Ameristar Jet Charter è così composta:

### Flotta storica
Ameristar Jet Charter operava in precedenza con i seguenti aeromobili:
- Beechcraft 90
- Boeing 737-200C
- Dassault Falcon
- Douglas DC-9-15
- Learjet 25
- McDonnell Douglas MD-83

## Incidenti
- Il 24 agosto 2001, un Learjet 24, marche N153TW, si schiantò dopo il decollo dall'aeroporto Internazionale di Ithaca Tompkins mentre era diretto all'aeroporto municipale di Jackson-Reynolds, provocando la morte di entrambi i piloti. La probabile causa dell'incidente fu il disorientamento spaziale dovuto alle condizioni di volo notturno con scarsa visibilità.[4]
- Il 29 settembre 2003, un Learjet 24 operante il volo 982 dall'aeroporto Internazionale di El Paso all'aeroporto Internazionale di Del Rio, uscì di pista durante l'atterraggio. La probabile causa dell'incidente fu una velocità di atterraggio superiore a quella raccomandata. L'aereo andò in fiamme dopo aver esaurito la lunghezza della pista, provocando la morte di uno dei due membri dell'equipaggio.[5]
- Il 9 gennaio 2007, un Learjet 24 operante il volo 878 dall'aeroporto Internazionale di Laredo all'aeroporto Internazionale di Guadalajara, impattò con il terreno durante la discesa verso la sua destinazione; entrambi i piloti morirono.[6]
- L'8 marzo 2017, un McDonnell Douglas MD-83 (lo stesso aereo nella foto sopra) operante il volo Ameristar Jet Charter 9363 dall'aeroporto di Willow Run all'aeroporto Internazionale di Washington-Dulles e trasportante la banda, lo staff spirituale e la squadra di basket dell'Università del Michigan al torneo "Big Ten" uscì di pista a Willow Run dopo aver interrotto il decollo con vento forte e velocità superiore a V1. Durante il rollio di decollo, un guasto al sistema dell'equilibratore impedì la normale rotazione, costringendo i piloti ad abortirlo ad alta velocità una volta che divenne chiaro che non poteva volare. L'aereo alla fine si fermò appena oltre una strada perimetrale con la fusoliera intatta ma con il carrello principale significativamente danneggiato e il carrello anteriore rotto. Si verificò un solo infortunio minore.[7]